# Nicolas Pérez
Nicolas Pérez, né le 26 octobre 1990 à Marseille en France, est un footballeur français qui joue au poste d'attaquant au FC UNA Strassen.

## Biographie

### FC Gueugnon (2008-2010)
La carrière du joueur débute au sein du FC Gueugnon en 2008, son club formateur.
Il dispute son premier match en National face au FC Istres le 19 septembre 2008 (match nul un partout).

### FC Saint-Louis Neuweg (2010-2012)
Jouant peu, il s'engage dès 2010 au FC Saint-Louis Neuweg, en Alsace, jouant en CFA 2.

### CSO Amnéville (2012-2013)
Après deux ans en Alsace, il signe un contrat avec le club mosellan du CSO Amnéville.

### LOSC Lille (2013-2015)
En 2013, le joueur rejoint le LOSC Lille et signe son premier contrat professionnel d'un an au sein du club,.
Il dispute le début de saison dans l'équipe réserve du club où il est un joueur important en CFA.

#### Prêts au Royal Mouscron-Péruwelz (2014-2015)
Dans le cadre du partenariat entre le LOSC Lille et le Royal Mouscron-Péruwelz en Belgique. Le joueur est prêté dès l'hiver 2014 au sein de son nouveau club jusqu'à la fin de la saison 2014-2015.

### FC Martigues (2016)
Ayant résilié son contrat avec le LOSC Lille en 2015 par manque de temps de jeu, le joueur s'entraîne avec le FC Martigues jusqu'à signer au club lors du mercato hivernal de 2016,.

### FC Differdange 03 (2017-2020)
Après avoir mis sa carrière en pause durant un an, le joueur s'engage avec le FC Differdange 03, club de BGL Ligue, au Luxembourg.

#### Prêt au F91 Dudelange (2018-2019)
Le joueur est prêté au F91 Dudelange durant la saison 2018-2019. Avec son nouveau club, il remporte la Supercoupe du Luxembourg en début de saison ainsi que le championnat de BGL Ligue et la Coupe du Luxembourg à l'issue de cette dernière.

#### Prêt au FC Swift Hesperange (2019-2020)
Il est de nouveau prêté pour la saison 2019-2020, mais cette fois-ci au FC Swift Hesperange évoluant en Promotion d'Honneur.
Malgré un arrêt précoce de la saison en raison de la pandémie mondiale du Covid-19, le club monte en BGL Ligue à l'issue de cette saison.

### FC Swift Hesperange (2020-2021)
De retour de son prêt au sein du club, le joueur est définitivement transféré au FC Swift Hesperange en 2020.

### FC UNA Strassen (depuis 2021)
En 2021, il signe un contrat de quatre ans avec le FC UNA Strassen, en BGL Ligue.

## Palmarès
| F91 Dudelange (3) :                                                                                                  | FC UNA Strassen :                  |
| --- | ---------------------------------- |
| - BGL Ligue - Champion : 2019 - Coupe du Luxembourg - Vainqueur : 2019 - Supercoupe du Luxembourg - Vainqueur : 2018 | - BGL Ligue - Vice-champion : 2025 |